# 小井峪街道
小井峪街道，是中华人民共和国山西省太原市万柏林区下辖的一个乡镇级行政单位。

## 行政区划
小井峪街道下辖以下地区：
闫家沟社区、沙沟社区、前进路南社区、三益社区、光华街社区、长风北社区、龙腾社区、西矿街社区、红旗社区、下元社区、小井峪社区和大井峪社区。